# Barczatka kataks
Barczatka kataks (Eriogaster catax) – motyl z rodziny barczatkowatych. Gatunek ciepłolubny o tendencjach regresywnych. W Polsce bardzo rzadko spotykany i szczególnie zagrożony.

## Wygląd

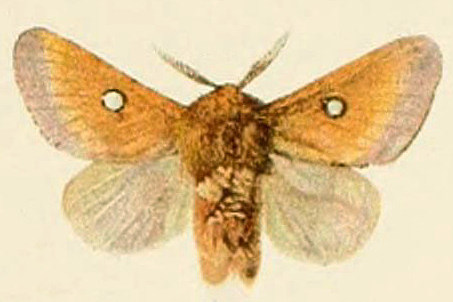
Imago

Ciało owłosione, masywne o ubarwieniu różowo-brunatnym, z mało widocznym deseniem na tułowiu. Rozpiętość skrzydeł od 32 do 46 mm. Zewnętrzna część przedniego skrzydła jaśniejsza. Skrzydła tylne bez rysunku. Wyraźny dymorfizm płciowy, u samca nasadowa część przedniego skrzydła jest żółto-pomarańczowa. Skrzydło przednie samicy różowo-brunatne. Samce mają czułki grzebykowate, samice nitkowate ponadto samce charakteryzują się większymi wyrostkami na czułkach. U obu płci na żyłce poprzecznej występuje biaława plamka w ciemnej obwódce o nieostrych brzegach oraz żółtawa przepaska w zewnętrznej części skrzydła. U samicy na końcu odwłoka znajduje się poduszeczka z gęstych, szaro-czarnych włosków. Osobniki dorosłe żyją krótko, nie pobierają pokarmu. Gąsienice o znacznych rozmiarach i charakterystycznym ubarwieniu owłosione długimi białymi stojącymi włoskami. Żywią się liśćmi.
Okres lotu
Motyl pojawia się jesienią, we wrześniu i październiku, głównie na skrajach lasów liściastych oraz w sadach. Motyle prowadzą nocny tryb życia i rzadko przylatują do światła.
Rozród
Wydaje jedno pokolenie rocznie. Samica składa jaja pod koniec lata na gałązkach w złożach liczących kilkadziesiąt sztuk. Złoża jaj maskowane są warstwą włosków ze szczoteczki na końcu odwłoka samicy. Jaja zimują. Wiosną wylęgają się gąsienice. Larwy rozwijają się od wiosny do końca lata. Gąsienice początkowo żerują gromadnie w jedwabistych oprzędach, w starszych stadiach rozpraszają się i żerują pojedynczo, następnie udają się na przepoczwarczenie, które następuje w gęstym kokonie w ściółce, gdzie poczwarka przeobraża się w imago w okresie lata.
Biotop
Gatunek ciepłolubny preferujący środowiska kserotermiczne i zbiorowiska, bogate w drzewa stanowiące pokarm gąsienicy. Są to południowe zbocza, miedze i śródpolne zadrzewienia porośnięte tarniną i głogiem, sady, parki, skraje lasów liściastych i mieszanych.
Istnieje możliwość pomylenia samicy  barczatki kataks z barczatką rymikola.

## Zasięg występowania
Gatunek zasiedla ciepłe rejony zachodniej Palearktyki. Kraje Europy Zachodniej oprócz Wysp Brytyjskich i Portugalii, Azji Środkowej oraz południowej i mniejszej. W państwach ościennych występuje na Ukrainie w Czechach, na Słowacji oraz w Niemczech. W Polsce gatunek notowany w Małopolsce, w Wielkopolsce, na Śląsku, w Górach Bystrzyckich oraz na Wyżynie Łódzkiej. W latach 60.-70. XX wieku odnaleziono szereg stanowisk na Pogórzu Przemyskim i w Bieszczadach, a także w Dolinie Dolnej Wisły. Jest to najdalej na północ wysunięte stanowisko w Polsce i jedno ze skrajnie wysuniętych w skali całego zasięgu tej barczatki.

## Rośliny żywicielskie
Gąsienice Eriogaster catax są polifagami. Odżywiają się głównie liśćmi głogu, śliwy tarniny, topoli, brzozy i dębu.

## Zagrożenia
Zagrożenie dla tego gatunku stanowi chemiczne zwalczanie szkodników na przylegających polach uprawnych, jak również wiosenne wypalanie traw na nieużytkach.

## Ochrona
Gatunek ujęty w Polskiej Czerwonej Księdze Zwierząt w kategorii VU (gatunki wysokiego ryzyka). Na terenie Polski jest objęty ścisłą ochroną gatunkową.